# Lavatoggio
Lavatoggio (korsisch Lavatoghju) ist eine Gemeinde auf ungefähr 260 Metern über dem Meeresspiegel in der Balagne auf der französischen Insel Korsika. Sie gehört zur gleichnamigen Region, zum Département Haute-Corse, zum Arrondissement Calvi und zum Kanton Calvi. Sie grenzt im Norden an Aregno, im Osten an Cateri, im Süden an Montegrosso und im Westen an Lumio. Die Bewohner nennen sich Lavatoggiais oder Lavatughjinchi.

## Bevölkerungsentwicklung
| Jahr      | 1962 | 1968 | 1975 | 1982 | 1990 | 1999 | 2008 | 2014 |
| --------- | ---- | ---- | ---- | ---- | ---- | ---- | ---- | ---- |
| Einwohner | 110  | 89   | 107  | 116  | 138  | 97   | 136  | 147  |

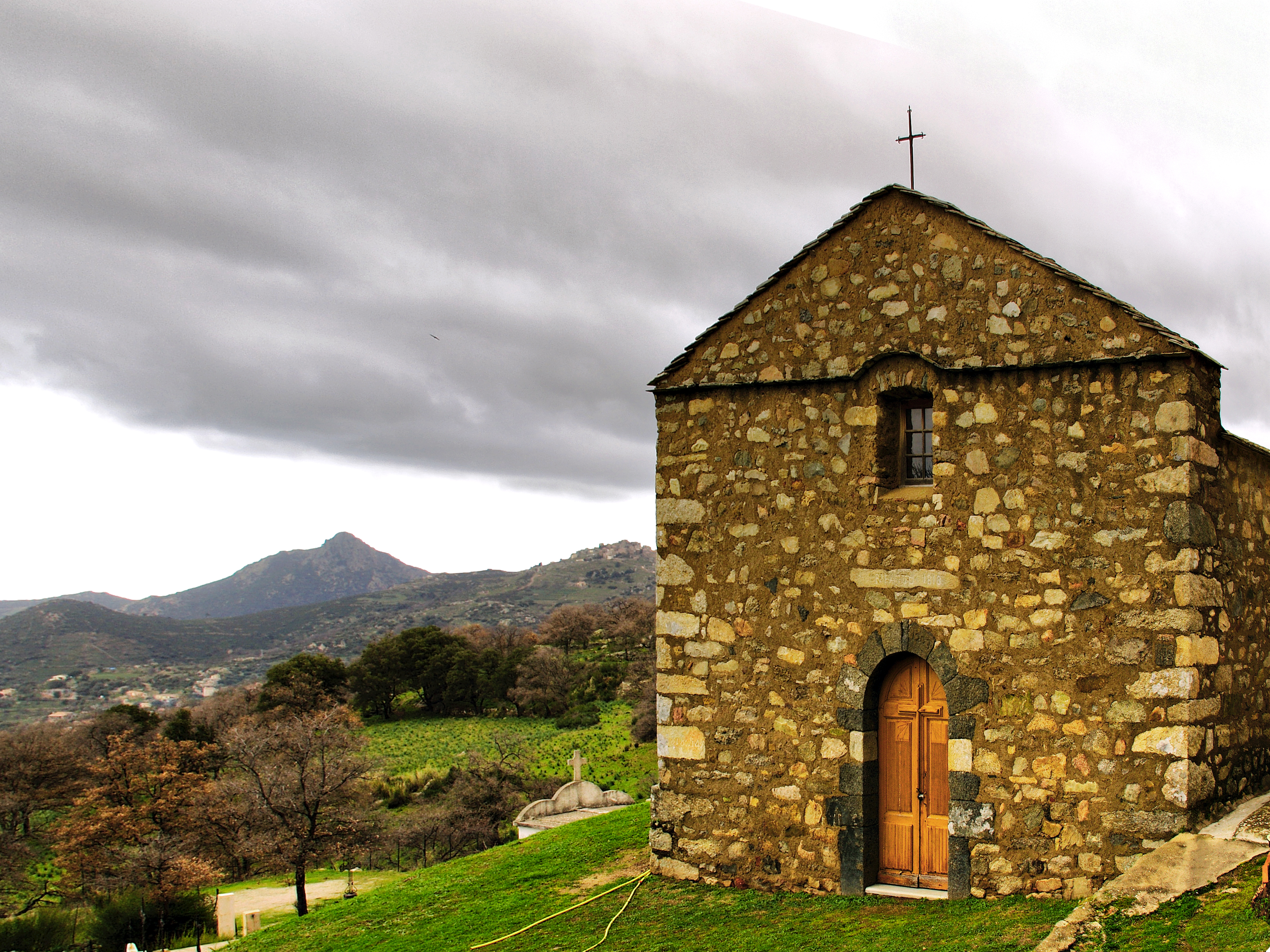
Kapelle San Cervone
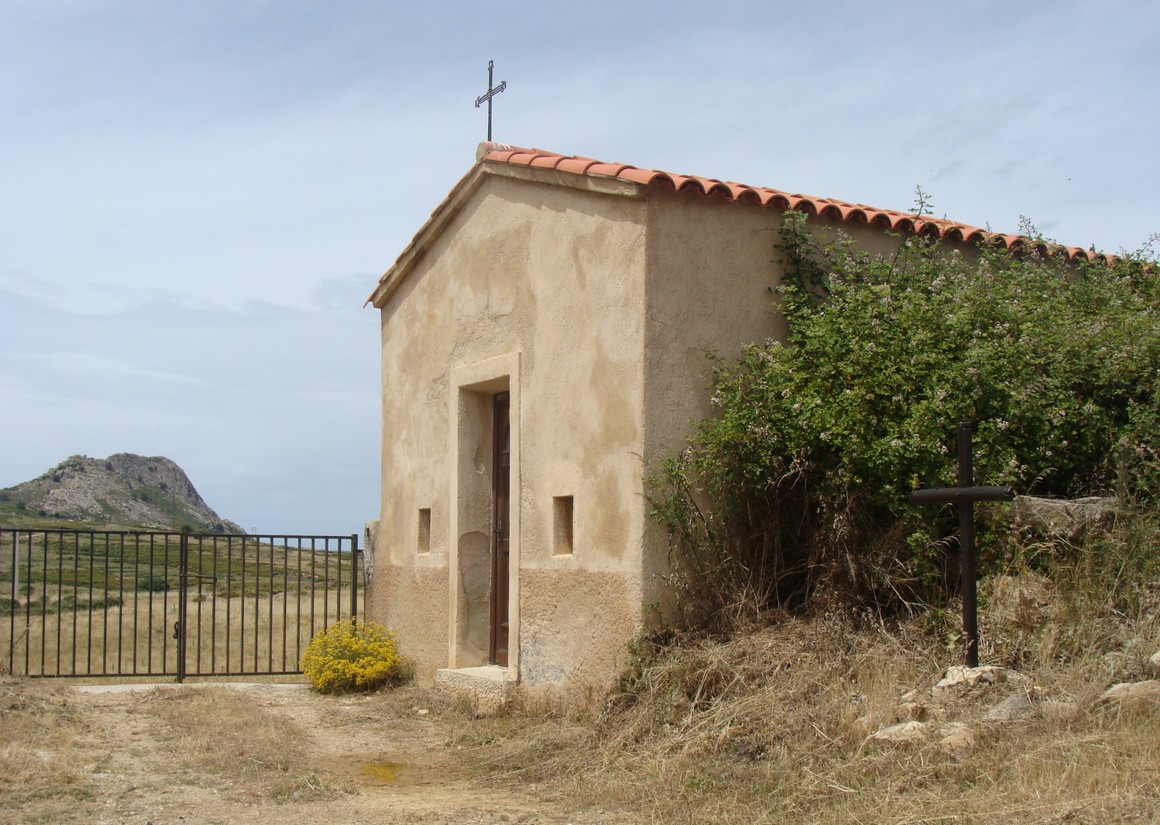
Kapelle San Giovanni di Venta
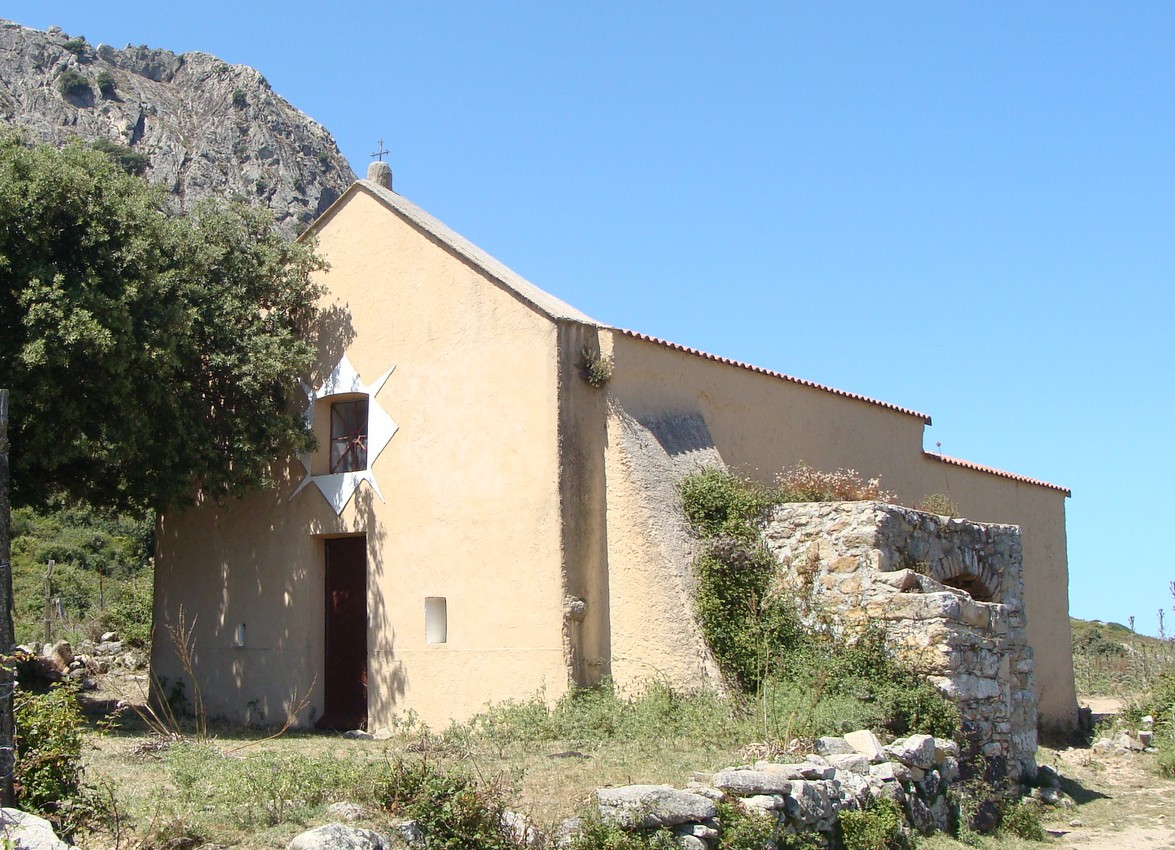
Kapelle Notre-Dame de la Stella
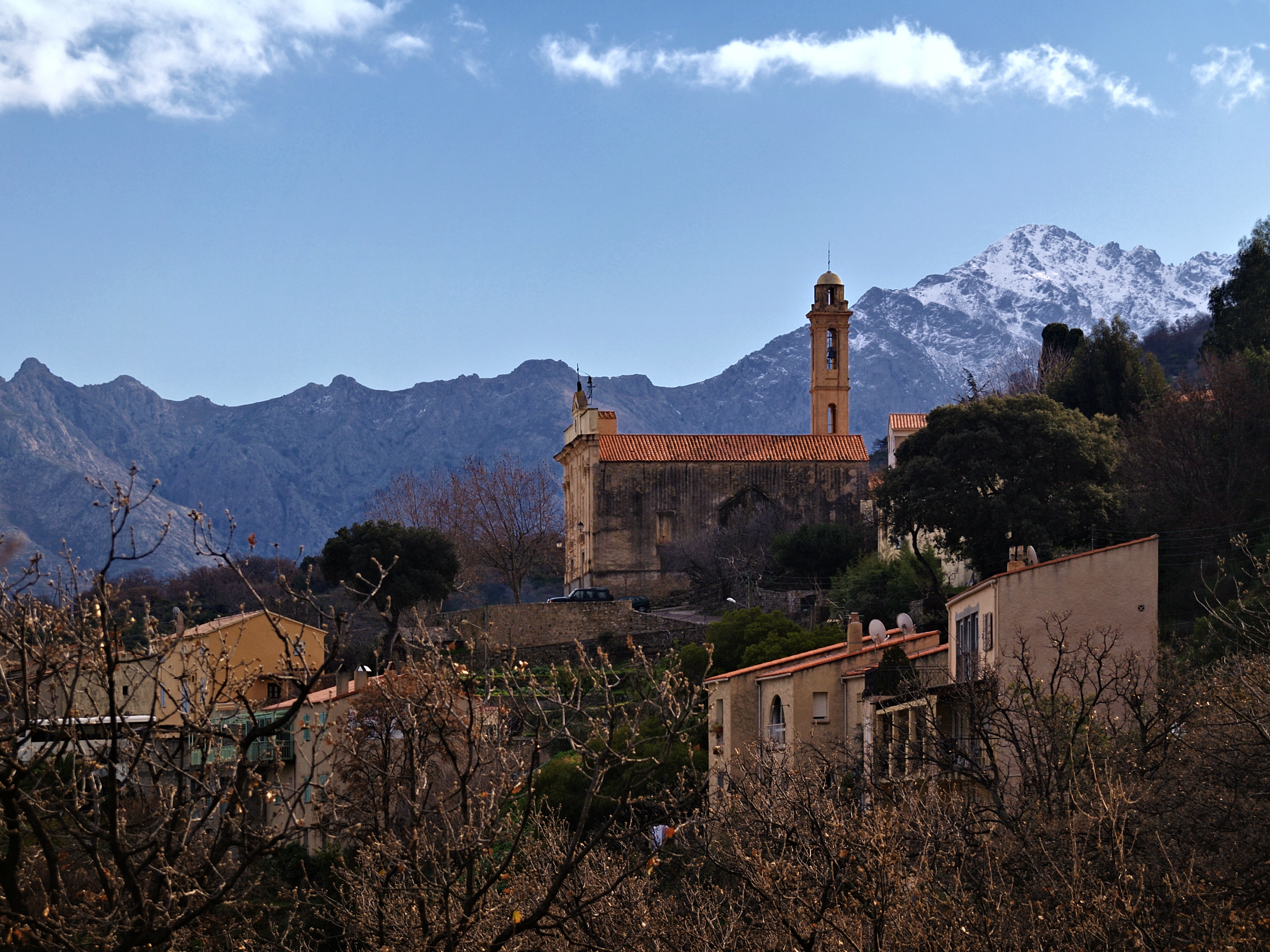
Kirche Saint-Laurent und das Bergmassiv Monte Grosso